# Синовец
Синовец — озеро в Глубоковской волости Опочецкого района Псковской области.
Площадь — 1,3 км² (126,0 га). Максимальная глубина — 25,0 м, средняя глубина — 7,0 м. К северу расположено самое глубокое озеро Псковской области — Глубокое, с которым связано ручьём.

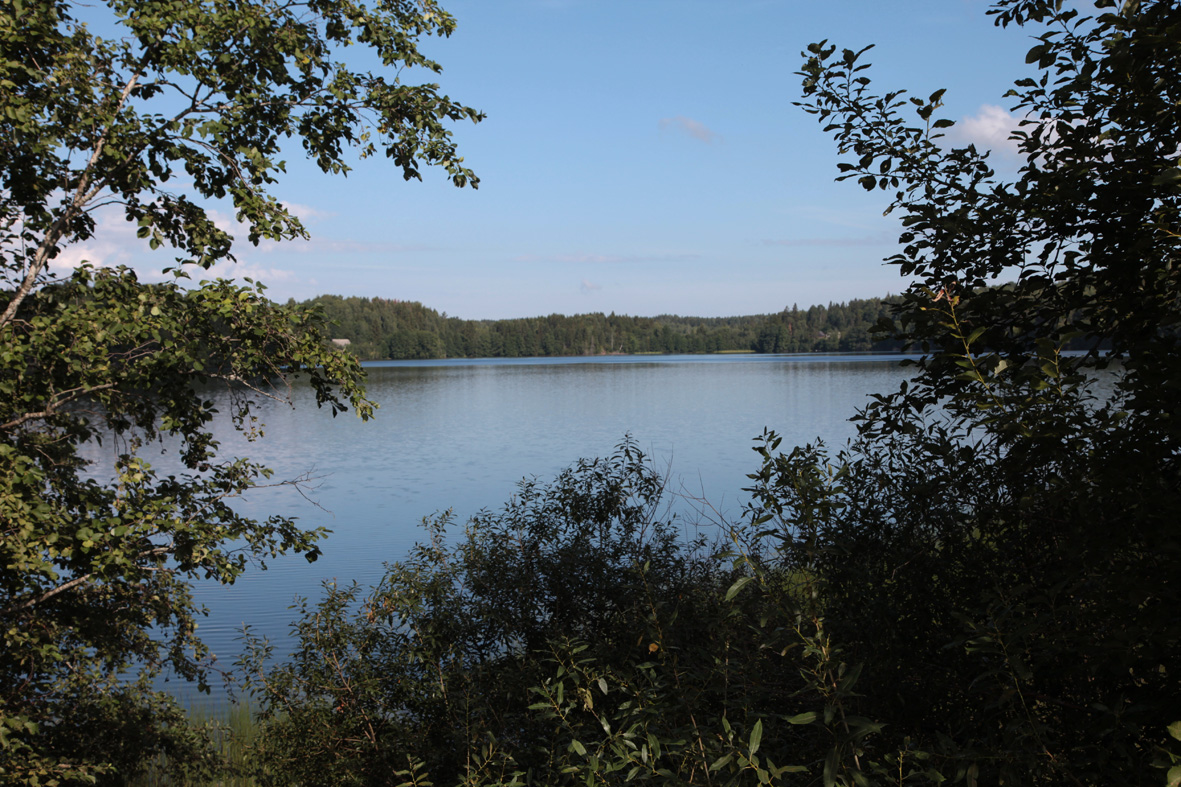
Озеро Глубокое. Снято с перешейка между озёрами Глубокое и Синовец

На берегу озера расположены деревни Рупосы и Паново.
Глухое. Относится к бассейну реки Кудка, притока реки Великой.
Тип озера плотвично-окуневый с уклеей, лещом и ряпушкой. Массовые виды рыб: щука, плотва, окунь, линь, карась, вьюн, ерш, красноперка, уклея, налим, лещ, ряпушка, густера, щиповка, бычок-подкаменщик; широкопалый рак (единично).
Для озера характерны: отлогие берега, лес, луга, огороды; в литорали — песок, в сублиторали — заиленный песок, ил, в профундали — ил; есть камни и песчано-каменистая отмель; есть береговые ключи. В первой половине 20-го века делались попытки по вселению леща, ряпушки, снетка, кубенской нельмы, чудского сига, угря. В настоящее время единично встречается угорь, в небольших количествах лещ, ряпушка.